# Erich Gust
Erich Gust (* 31. August 1909 in Klein Bölkau; † 18. Februar 1992 in Melle) war ein deutscher SS-Obersturmführer und zweiter Schutzhaftlagerführer im KZ Buchenwald.

## Leben
Gust, der zum 1. Februar 1931 der NSDAP beigetreten war (Mitgliedsnummer 465.978) und sich auch der SS (SS-Nummer 54 444) anschloss (SS-Obersturmführer ab 20. April 1935, ab 30. Januar 1943 SS-Obersturmführer d.R. Waffen-SS) gehörte ab 1938 zur Lagermannschaft des KZ Buchenwald. 1941 wurde Gust ins KZ Stutthof versetzt. Dort wurde Gust Lagerführer des Arbeitserziehungslagers Mühltal der Umwandererzentrale Danzig, das auch dem Lagerkommandanten des KZ Stutthof Max Pauly unterstand. Von dort wurde er 1942 wieder ins KZ Buchenwald zurückversetzt. Von 1942 bis 1944 war Gust zweiter Schutzhaftlagerführer im KZ Buchenwald und ab 1944 dortiger Rapportführer. In diesen Funktionen nahm Gust an der Ermordung von KZ-Häftlingen teil.
Gust wird auch mit der Ermordung Ernst Thälmanns im KZ Buchenwald in Verbindung gebracht. Der Tod Thälmanns am 18. August 1944 ist jedoch nicht aufgeklärt. Der ehemalige Buchenwaldhäftling Marian Zgoda sagte im Buchenwald-Hauptprozess aus, er habe gesehen, dass neben Werner Berger und Wolfgang Otto auch Erich Gust an der Erschießung Thälmanns teilgenommen hätte. Otto und Berger waren im Buchenwald-Hauptprozess beziehungsweise einem Nebenprozess wegen Verbrechen an Angehörigen alliierter Staaten angeklagt und verurteilt worden.
Gust, der unter dem Pseudonym Franz Giese nach Kriegsende untertauchte, wurde 1946 in die Liste gesuchter Kriegsverbrecher der United Nations War Crimes Commission aufgenommen.
Ab 1966 betrieb Gust gemeinsam mit seiner Ehefrau das Lokal „Heimathof“ in Melle. Dem Ministerium für Staatssicherheit (MfS) war durch Inoffizielle Mitarbeiter spätestens seit 1969 der Aufenthaltsort von Gust bekannt. Obwohl in der DDR bereits 1948 ein Haftbefehl gegen Gust vorlag, wurden die westdeutschen Ermittler, die seit 1959 ebenfalls nach Gust fahndeten, darüber nicht informiert. Bis 1984 waren inoffizielle Mitarbeiter auf Gust angesetzt. In der Akte des MfS zu Gust stand: „Gust soll für operative Zwecke im Operationsgebiet genutzt werden“.
Im Lokal „Heimathof“ verkehrten auch bekannte Bonner Politiker, so unter anderem Kai-Uwe von Hassel und Willy Brandt. Diesen Umstand wollte das MfS nutzen, um Bonner Politiker später bloßzustellen. Dazu ist es aber aus unbekannten Gründen nicht gekommen. Der westdeutschen Justiz wurde jedoch durch DDR-Behörden vorgeworfen, im Fall Gust nicht energisch genug zu ermitteln. Aufgrund einer Verwechslung wurde in Westdeutschland gegen einen anderen Erich Gust ermittelt, dieses Verfahren wurde jedoch 1976 – nachdem die Verwechslung offenkundig wurde – eingestellt.
Die Akten des MfS brachten die Fahnder im November 1992, nach der Wiedervereinigung im Jahr 1990, auf die richtige Spur. Unbehelligt von der Justiz war Gust jedoch ein dreiviertel Jahr zuvor verstorben.